# أميسولبرايد

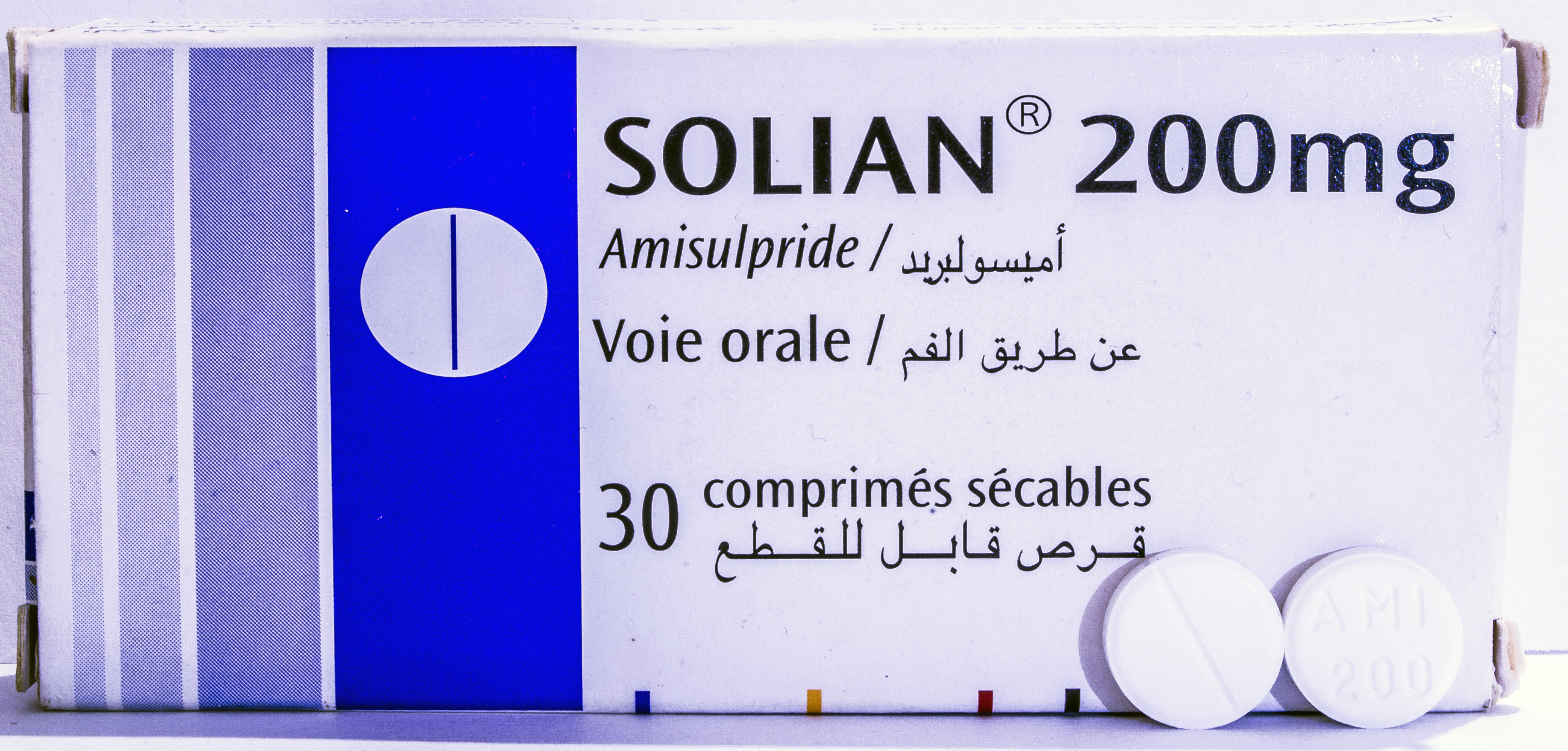
علبة أقراص أميسولبرايد 200 مغ

أميسولبرايد (بالإنجليزية: Amisulpride)، الذي يباع تحت الاسم التجاري Solian وغيرها، هو دواء مضاد للذهان يستخدم لعلاج مرض انفصام الشخصية. كما يستخدم لعلاج عسر الولادة. وعادةً ما تصنف مع مضادات الذهان غير النمطية. من الناحية الكيميائية، يعتبر البنزميد ومثل مضادات الذهان الأخرى من البنزاميد، مثل سلبيريد، مرتبطًا بدرجة عالية من خطر رفع مستويات الدم لهرمون الإرضاع، البرولاكتين (ولذلك قد يؤدي ذلك إلى انقطاع الدورة الشهرية، وتضخم الثدي، حتى عند الذكور، ثر اللبن، وضعف الخصوبة، العجز الجنسي، آلام الثدي، وما إلى ذلك)، ومنخفضة المخاطر، مقارنة بمضادات الذهان غير النمطية، التي تسبب اضطرابات الحركة. كما وجد أنه أكثر فاعلية في علاج مرض انفصام الشخصية مقارنة بمضادات الذهان غير النمطية.
يُعتقد أميسولبرايد أن يعمل عن طريق تقليل الإشارة عبر مستقبل الدوبامين D 2. في حالة أميسولبرايد، يكون هذا عن طريق حظر أو استعداء المستقبلات. يعتقد أن فعالية أميسولبرايد في علاج عسر الولادة والأعراض السلبية لمرض انفصام الشخصية تنبع من الحصار المفروض على مستقبلات الدوبامين D 2 قبل المشبكية. هذه المستقبلات قبل المشبكية تنظم إطلاق الدوبامين في المشبك، لذلك عن طريق منعهم أميسولبرايد يزيد من تركيزات الدوبامين في المشبك. نظري هذا التركيز تركيز الدوبامين للعمل على مستقبلات الدوبامين D 1 لتخفيف الأعراض الاكتئابية (عند الاكتئاب) والأعراض السلبية لمرض انفصام الشخصية.
تم تقديمه بواسطة سانوفي في التسعينيات. انتهت براءة اختراعها بحلول عام 2008، ولذلك أصبحت التركيبات العامة متاحة الآن. يتم تسويقه في جميع البلدان الناطقة باللغة الإنجليزية باستثناء كندا والولايات المتحدة. أعلنت شركة إل بي الصيدلة، ومقرها مدينة نيويورك، عن تطوير نسخة من أميسولبرايدالتي تستهدف الولايات المتحدة على وجه التحديد على الرغم من أنه من غير الواضح متى سيكون هذا المنتج في السوق بالفعل.

## الاستخدامات الطبية

### انفصام الشخصية
في دراسة أجريت في عام 2013 في مقارنة بين 15 عقارًا مضادًا للذهان في فعالية علاج أعراض الفصام، احتل الأميسولبرايد المرتبة الثانية وأظهر فعالية عالية. 11% أكثر فعالية من أولانزابين (الثالث)، 32-35% أكثر فعالية من هالوبيريدول، وكويتيابين، وأريبيبرازول، و 25% أقل فعالية من كلوزابين (الأول). على الرغم من أن الدراسات الأخرى يبدو أن لها فعالية مماثلة للأولانزابين في علاج مرض انفصام الشخصية. يعتبر تكبير الأميسولبرايد، المثل لتكبير كبريتيد، وقد خيار علاج قابلاً للتطبيق (على الرغم من أن هذا يعتمد على أدلة منخفضة الجودة) في حالات مقاومة الفصام لي كلوزابين. وخلصت دراسة حديثة أخرى إلى أن الأميسولبرايد هو علاج مناسب من الخط الأول لإدارة الذهان الحاد.

## موانع
يمنع استخدام أميسولبرايد في الحالات المرضية التالية 
- ورم القواتم
- الأورام المصاحبة للبرولاكتين المصاحبة للورم مثل البرولاكتين، سرطان الثدي
- اضطرابات الحركة (مثل مرض باركنسون وخرف أجسام ليوي)
- الرضاعة
- الأطفال قبل سن البلوغ

لا ينصح باستخدام أميسولبرايد عند المرضى الذين يعانون من فرط الحساسية لل أميسولبرايد أو السواغات الموجودة في شكل جرعته.

## التأثيرات الضارة
شائع جدًا (نسبة حدوث 10%) 
- الآثار الجانبية خارج هرمية (EPS، بما في ذلك خلل التوتر، ورعاش، تململ، الشلل الرعاش). تنتج درجة معتدلة من EPS؛ أكثر من أريبيبرازول (ليس بشكل كبير، مع ذلك) ، كلوزابين، إيلوبيريدون (ليس بشكل كبير)، أولانزابين (ليس بشكل كبير)، وكيتيابين (ليس بشكل كبير ) وسيرتيندول؛ أقل من الكلوربرومازين (ليس بشكل كبير)، هالوبيريدول، لورازيدون (ليس بشكل كبير)، بالبيريدون (ليس بشكل كبير )، ريسبيريدون (ليس بشكل كبير)، زيبراسيدون (ليس بشكل كبير) وزوتيبين (ليس بشكل كبير).[9]

شائع (≥1 ٪، أقل من 10 %) 
- الأرق
- فرط الإِلعاب
- غثيان
- صداع الراس
- فرط النشاط
- القلق
- قيء

- فَرْطُ برولاكتين الدم (الذي يمكن أن يؤدي إلى الجُلْرَاكَة وتضخم الثدي والعجز الجنسي وما إلى ذلك)
- زيادة الوزن (ينتج عنه زيادة في الوزن بشكل أقل من كلوربرومازين، كلوزابين، إيلوبيريدون، أولانزابين، باليبيرونيدون، كيتيابين، ريسبيريدون، سرتيندول، زوتيبين وأكثر من زيادة الوزن (على الرغم من عدم إحصائياً) زيادة الوزن من هالوبيريدول، لوراسيدون، زيبراسيدون وما يقرب من زيادة الوزن آسينابين) [9]
- الآثار الجانبية المضادة للكولين (على الرغم من أنها لا ترتبط بمستقبلات الأسيتيل كولين المسكارينية، ولذلك تكون هذه الآثار الجانبية خفيفة جدًا)

- الإمساك
- جفاف الفم
- اضطراب الإقامة
- عدم وضوح الرؤية
نادر (أقل من 1 %) 
- بطء القلب
- انخفاض ضغط الدم
- الخفقان
- الشرى
- النوبات
- هوس
- أزمة تدوير المقلة
- خلل الحركة المتأخر

- خلل التنسج الدموي مثل قلة الكريات البيض، قلة العدلات وندرة المحببات
- إطالة الفاصل الزمني لـ QT (في التحليل التلوي الأخير لسلامة وفعالية 15 من أدوية مضادات الذهان، تم العثور على أميسولبرايد ليكون ثاني أكبر حجم تأثير للتسبب في إطالة الفاصل الزمني لـ QT ) [9])

ينتج فرط برولاكتين الدم عن عداء مستقبلات D 2 الموجودة على الخلايا اللبنية الموجودة في الغدة النخامية الأمامية. يحتوي أميسولبرايد على ميل عالي لرفع مستويات هرمون البرولاكتين في البلازما نتيجة لضعف قابلية اختراق حاجز الدم في الدماغ والاخير زيادة نسبة الشغل المحيطي D 2 إلى الشغل المركزي D 2. هذا يعني أنه من أجل تحقيق الإشغال الكافي (حوالي 60-80% ) لمستقبلات D 2 المركزية من أجل استنباط آثارها العلاجية، يجب إعطاء جرعة كافية لتشبع مستقبلات D 2 الطرفية بما في ذلك المستقبلات الأمامية الغدة النخامية.
- نعاس، إنها تنتج الحد الأدنى من التخدير بسبب عدم وجود مضادات مستقبلات الكولين، الهيستامين والألفا الأدرينالية. انها واحدة من أقل مضادات الذهان المهدئة.[9]